# 카프라이아 이솔라
카프라이아 이솔라(이탈리아어: Capraia Isola)는 이탈리아 토스카나주 리보르노도에 있는 코무네이다. 토스카나 제도를 이루는 7개의 섬 중 하나인 카프라이아섬에 위치해 있다. 리보르노에서는 62km, 코르시카 섬에서 30km 거리에 있다.
카프라이아섬은 19km2 크기의 화산 활동으로 인해 생겨났으며, 가장 높은 해발 지점은 466m이다. 또한 토스카나 제도 국립 공원과 해양 보호 구역 안에 속해 있다.

## 역사
그리스인들에게 아이길로르 또는 아이길론(Αίγυλλον, 그리스어로 염소의 땅이라는 뜻이며, 질리오 역시도 같다)이라고 불렸다. 현재의 명칭은 비석을 뜻하는 고대 그리스어 "칼페"(Kalpe)에서 유래한 돌을 뜻하는 에트루리아어인 "카르파"(carpa)에서 유래했을 것이다. 로마인들은 카프라이아 섬을 카프라리아(Capraria)라고 불렀으며, 이는 야생 염소(코프로스, copros)가 존재했음을 반영한 거일수도 있다.
서기 4세기에 오늘날 성 스데반 교회가 있는 곳에 코노비움이 있었다. 5세기 초에 시인 루틸리우스는 이 섬을 "엉망"이라고 기록하였고 당시에는 이곳에 많은 수도원 지역 사회가 있었다.
1055년에 사라센 해적들이 침범했었고, 이후 피사 공화국이 이곳을 소유했다. 멜로리아 전투 이후, 제노바 공화국의 영토가 되었다. 1540년, 제노바인들은 이전에 아프리카 해적 투르구트 레이스가 무너트린 요새 자리 위에 성 야고보 요새를 건설하였다. 제노바인들은 또한 섬의 세 개의 해안에 해적들로부터 방어할 해안 감시탑(코르시카의 제노바 감시탑 시스템의 일종으로서)들을 지었다.
1767년, 신생 국가인 코르시카 공화국의 파스콸레 파올리가 이끈 군대가 카프라이아를 점령했다. 1796년, 단명한 코르시카 왕국이 성립되자 대영제국의 제독 허레이쇼 넬슨이 잠시 이 섬을 점령했다. 빈 회의 이후, 1815년에 제노바 공화국은 사르데냐 왕국에 합병되면서, 카프라이아는 제노바현의 일부가 되었다. 그후 1925년에 리보르노 현으로 옮겨졌다.
1873년부터 1986년까지 카프라이아의 3분의 2가 죄수 유형지였다. 1986년 이탈리아 정부는 유형지를 폐쇄하고 방문객들에게 개방하였다.

## 같이 보기
- 토스카나 제도